# Monika Hendricks
Monika Hendricks (* 3. März 1947 in Rösrath; † 4. Juni 2012) war eine deutsche Betriebsrätin.

## Werdegang
Hendricks war bis zu ihrer Pensionierung mehr als 40 Jahre für den Versicherungskonzern AachenMünchener tätig. Von 1984 bis 2010 war sie Gesamtbetriebsratsvorsitzende der AachenMünchener Versicherungen AG und von 1990 bis 2010 Konzernbetriebsratsvorsitzende der Generali Deutschland Holding AG. In beiden Unternehmen war sie zugleich stellvertretende Vorsitzende des Aufsichtsrates. Als Vertreterin der Arbeitnehmerinteressen gestaltete sie Sozialpläne und half, Standortschließungen und Verlagerungen von Unternehmensteilen ins Ausland abzuwenden. In den letzten Jahren galt der Schwerpunkt ihrer Arbeit der Gestaltung familienfreundlicher Arbeitszeiten sowie der Vereinbarkeit von Familie und Beruf im Unternehmen.
Daneben war sie von 1998 bis 2008 ehrenamtliche Richterin beim Arbeitsgericht Köln. Seit 1998 unterstützte sie in der Initiative der Ordensträgerinnen des Rheinisch-Bergischen Kreises soziale Projekte und war von 2004 bis 2007 Vorsitzende des Vereins.

## Ehrungen
- 1998: Verdienstkreuz am Bande der Bundesrepublik Deutschland
- 2011: Verdienstkreuz 1. Klasse der Bundesrepublik Deutschland „für ihr außergewöhnliches Engagement im Betriebsrat einer großen Versicherung“